# 第三十三航空隊
第三十三航空隊（だい33こうくうたい）および1942年11月1日に改称した第九三二海軍航空隊（だい932かいぐんこうくうたい）は、日本海軍の部隊の一つ。太平洋戦争序盤から中盤までジャワ島スラバヤを拠点に蘭印航路の防衛を担当した。

## 沿革
フィリピン上陸戦が進捗したため、主力航空部隊である第十一航空艦隊は、第二次侵攻作戦のために蘭印方面へ進出することとなった。攻略後の近距離哨戒やゲリラ掃討に備え、十一航艦よりも小回りの利く部隊の必要性が高まった。これに対応すべく、第三艦隊は自由に使用できる附属航空隊を改編し、局地戦に対応した三十三空を編成し、残敵掃討・対潜哨戒任務に当たらせた。
- 昭和17年2月1日　第三艦隊隷下「比島部隊」所属機を捻出し開隊。第三艦隊附属。（艦上爆撃機8・艦上攻撃機8）。
- 昭和17年（1942年）

3月8日　陸軍第48師団、スラバヤ占領。
　　　　　　　　のちに三十三空進出。第48師団の占領作戦・2月27日のスラバヤ沖海戦への支援行動は行っていない。
3月10日　ジャワ島防衛のために第二十一特別根拠地隊が編制され、その隷下に入る。
5月7日　小スンダ列島戡定作戦（S作戦）発動。25日の完了まで参加。
6月20日　第二南遣艦隊所属航空隊を再編。
　　　　　　　　　艦爆隊を第三十五航空隊に譲り、艦攻のみの定数8に削減。以後、ジャワ島近海の対潜哨戒に従事。
11月1日　「第九三二海軍航空隊」に改称。
11月10日　九五六空（旧三十五空）のラバウル進出にともない、マカッサルに2機派遣。
　　　　　　　　　以後、ジャワ島・セレベス島近海の対潜哨戒に従事。
- 昭和18年（1943年）

6月23日　マカッサルにB-24空襲隊16機襲来。分遣隊機全力迎撃、体当たりで1機撃墜。
7月23日　スラバヤ初空襲、機材・乗員に被害。
- 昭和19年（1944年）

5月15日　イギリス機動部隊、スラバヤを奇襲。機材払底。
　　　　　　　　　近隣の水上機隊より捻出した水上機によって再建。
10月1日　解隊。東印海軍航空隊に再編。
沿革にあるように、地道な対潜哨戒任務が延々と続いたため、際立った独自の活動は極めて少ない。ジャワ島は次第に孤立化し、自活は可能ではあったものの、部隊としての維持は困難を極めた。解散後は実質的に基地要員のみで構成される乙航空隊の東印空となって終戦まで駐留した。

### 主力機種
- 九九式艦上爆撃機
- 九七式艦上攻撃機
- 零式水上偵察機をはじめ各種水上偵察機

### 歴代司令
- 佐土原親光 大佐：1942年2月1日[2] -
- 是枝操：1943年9月5日 - 1944年10月1日改編 …改編後の東印空司令に留任。